# Sol del Paraguay Líneas Aéreas
Sol del Paraguay Líneas Aéreas fue una aerolínea regional de pasajeros de Paraguay, con base en el Aeropuerto Internacional Silvio Pettirossi de la ciudad de Asunción. El 1 de agosto de 2012 anunció la suspensión de sus vuelos regulares por asuntos económicos, sin embargo, el 12 de enero de 2016 reinició sus actividades con destinos domésticos en Paraguay, después de una nueva inversión de capital privado. Cesó sus operaciones a comienzos de 2023.

## Historia
Sol del Paraguay partió siendo una empresa de transporte terrestre con rutas nacionales e internacionales, muy conocida en Paraguay. A partir de 2010 se inició el proceso legal para convertirse también en una empresa de transporte aéreo, contó con tres Fokker 100 con capacidad para 108 personas cada uno. Durante su tiempo operativo llegó a: Ciudad del Este y Buenos Aires a través de su hub en Asunción. Crucero del Norte fue propietario de la compañía aérea.
Sin embargo, en agosto del 2012 la compañía cerró sus operaciones y dejó de prestar servicios en el país.
En junio de 2014 un Cessna Grand Caravan lucía los colores de Sol del Paraguay. Desde el reinicio de sus operaciones en el mes de enero de 2016, operó en dicha aeronave a Encarnación, luego se sumó Pedro Juan Caballero entre sus destinos, y a partir de julio de 2019 también se sumó Ciudad del Este.Cesó sus operaciones a comienzos de 2023.

## Antiguos destinos
La aerolínea operó vuelos a los siguientes destinos nacionales:
| País      | Destinos             | Aeropuertos                                      |
| --------- | -------------------- | ------------------------------------------------ |
| Argentina | Buenos Aires         | Aeropuerto Internacional Ministro Pistarini      |
| Paraguay  | Asunción             | Aeropuerto Internacional Silvio Pettirossi (HUB) |
| Paraguay  | Ciudad del Este      | Aeropuerto Internacional Guaraní                 |
| Paraguay  | Encarnación          | Aeropuerto Teniente Amín Ayub González           |
| Paraguay  | Pedro Juan Caballero | Aeropuerto Doctor Fuster                         |

## Flota histórica
| Aeronaves                | Total | Introducido | Retirado | Matrículas              |
| ------------------------ | ----- | ----------- | -------- | ----------------------- |
| Cessna 208 Grand Caravan | 1     | 2014        | 2023     | ZP-CDK                  |
| Fokker 100               | 3     | 2010        | 2012     | ZP-CAL, ZP-CFL y ZP-CJK |